# 油川信貞
油川 信貞（あぶらかわ のぶさだ）は、戦国時代の武将、江戸時代初期の旗本。

## 概要
武田家臣・油川信次の子として生まれる。
油川氏は武田信昌の次男で勝山合戦で甥の武田信虎に滅ぼされた油川信恵の一族で、信貞は信恵の玄孫にあたり、信恵の子で生き残って信虎・信玄の二代に仕えた信友は曾祖父にあたる。油川氏は武田氏の親類衆の立場にあった。
天正3年（1575年）の長篠の戦いで父・信次が討死すると、油川氏の家督を相続した。
天正4年（1576年）以降に深沢城代を務めていた武田重臣・駒井政直に代わって、駿東郡東部において奉行人としての活動を行っている「浄円」と法名が一致することから同一人物である可能性が指摘されており、事実であるとすれば父・信次の嫡男が長篠合戦で戦死し、仏門に入っていた浄円が還俗して油川家の家督を継いだのではないかと考えられている。
天正10年（1582年）の織田信長による武田氏滅亡後、天正壬午の乱を経て甲斐を領した徳川家康に仕官し、知行38貫文を安堵された。
慶長5年（1600年）の関ヶ原の戦いには東軍に属して参陣し、慶長19年（1614年）から翌20年（1615年）にかけての大坂の陣では伏見城在番を務め、寛永2年（1625年）10月、武蔵国都筑郡・上総国埴生郡・武射郡に350石を与えられた。
寛永3年（1626年）6月23日に死去。享年70。菩提寺は油川氏菩提寺の長竜寺。
子孫は油川から武田に復姓し、江戸時代を通じて旗本として存続した。明治時代に兵庫県へ移住し、以後も存続している。

## 異説

### 仁科盛信次男説
正徳2年（1712年）に仁科盛信の子孫を称する仁科資真（盛信の嫡男・信基の孫）が作成した「八王子信松院江納候由緒書之控」によると、実際には信貞は武田信玄の五男・仁科盛信の次男で、生母は武田信廉の娘で信基の同母弟とされる。
信貞子孫の家伝文書によれば生年は元亀3年（1572年）で、武田氏滅亡の際には油川信次の妻に匿われ徳川家康に出仕した際には、武田の残党狩りから逃れるためか信次の実子を名乗ったとされ、また大井虎昌の一族であったため幼少の頃に虎昌に養育されたとしている。
また、信貞子孫が家伝文書と菩提寺の長竜寺過去帳を基に作成した系譜では、寛永3年（1626年）6月28日に享年50で死去したといい、これに基づけば生年は生年は天正5年（1577年）となり、仁科盛信と親子としては世代的に矛盾がないことが指摘されるが、家伝文書では生年は元亀3年（1572年）あるいは元亀2年（1571年）となっており、『寛永諸家系図伝』や『寛政重修諸家譜』所載の家譜でも信貞を仁科盛信と結びつける記述はない。